# Glenea suturata
Glenea suturata là một loài bọ cánh cứng trong họ Cerambycidae.